# Danil Ilițescu
Danil Ilițescu (n. 1885, Globurău – d. 1958, Timișoara) a fost un deputat în Marea Adunare Națională de la Alba Iulia, organismul legislativ reprezentativ al „tuturor românilor din Transilvania, Banat și Țara Ungurească”, cel care a adoptat hotărârea privind Unirea Transilvaniei cu România, la 1 decembrie 1918.:p. 77

## Biografie
Danil Ilițescu a urmat studiile la Gimnaziul și Institutul Pedagogic din orașul Caransebeș. Devine mai târziu învățător în Făget și se ocupă în același timp și de dirijarea corului Doina din Făget fiind și ajutorul comandantului Gărzii Naționale din același oraș. După anul 1918 ocupă funcția de director al Școlii din Făget și revizor școlar la Oravița iar mai apoi la Timișoara, oraș în care avea să își găsească sfârșitul în anul 1958.

## Activitatea politică
Danil Ilițescu a fost numit ca delegat titular al Reuniunii de cetire și cântare a plugarilor români din Făget, județul Caraș-Severin, la Marea Adunare Națională a Românilor de la 1 decembrie 1918.:p. 153-154

## Activitate științifică
Danil Ilițescu a publicat în cursul activităților sale, lucrarea Școala de la Oravița, în anul 1932.:p. 153-154